# Ohedamm

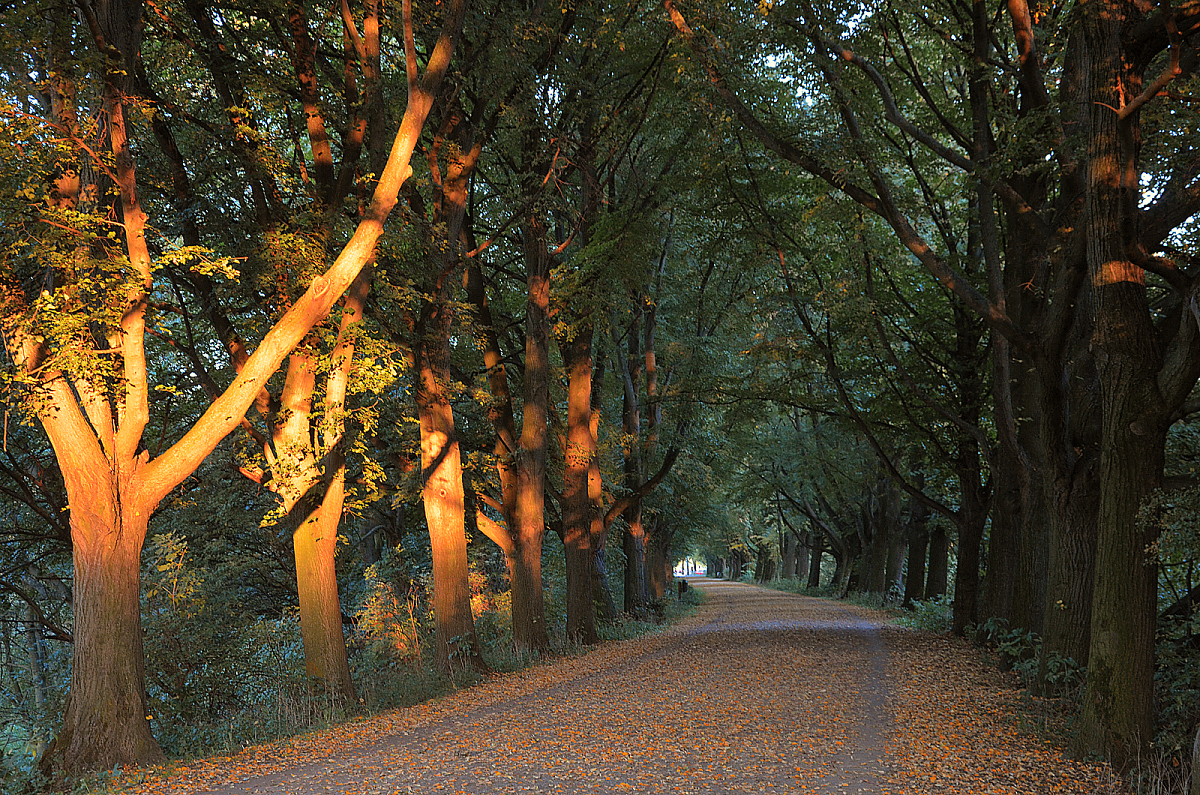
Der alleeartige Spazierweg auf dem Damm durch die Ohe;
abends im Spätsommer 2015

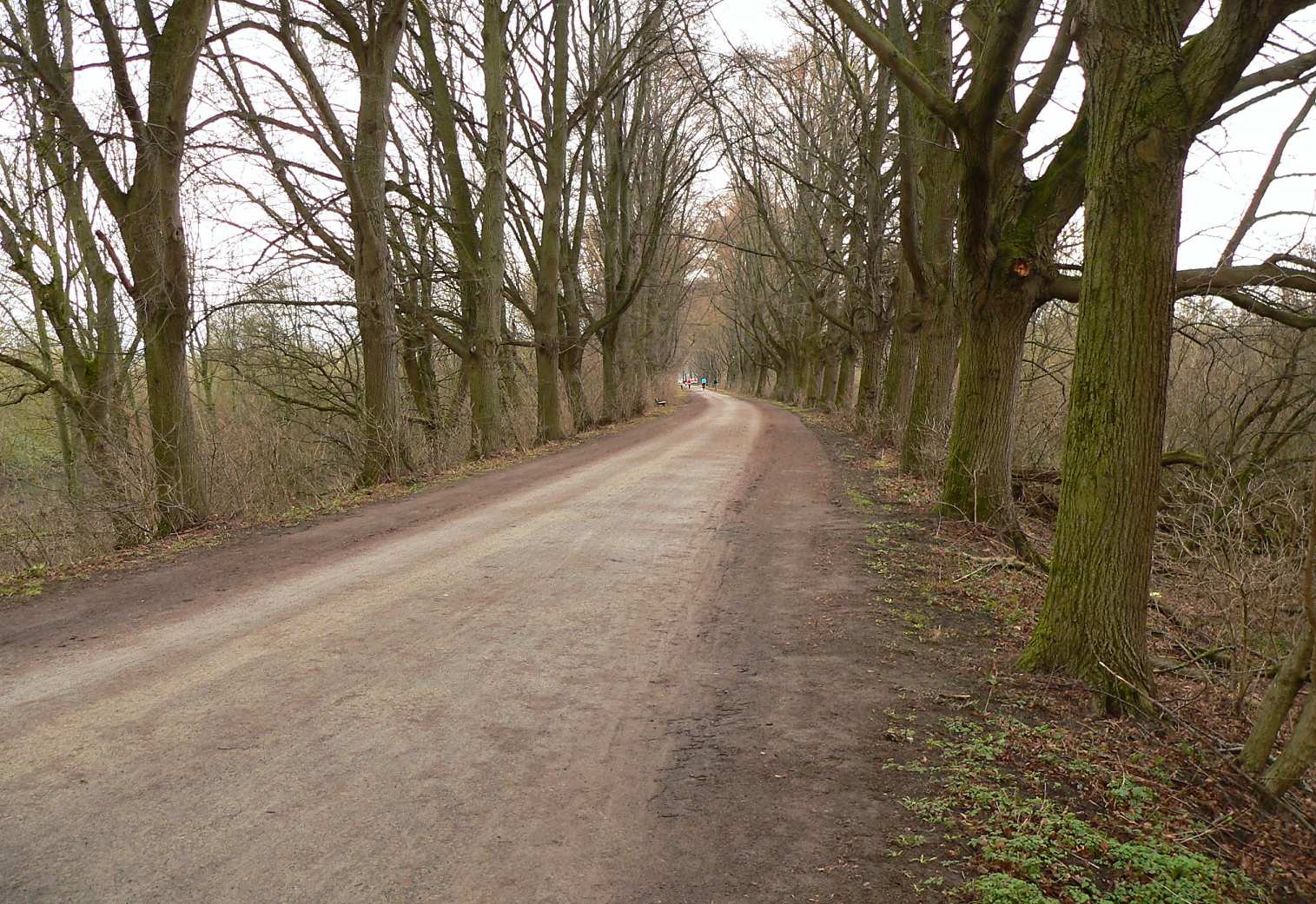
Der Ohedamm im Winter

Der Ohedamm in Hannover ist ein alleeartiger Fuß- und Spazierweg von der Stammestraße in Ricklingen durch die Flussauen der Ihme und Leine bis zum Karl-Thiele-Weg am Maschsee. Er ist etwa 900 Meter lang.
Der südlich des Schnellen Grabens geführte ehemalige Bahndamm ist eines der letzten erhaltenen Relikte der ursprünglichen Trasse der von 1869 bis 1872 angelegten Bahnstrecke Hannover–Altenbeken. Aufgrund der häufigen Überschwemmungen in der Leine- und Ihmemasch sowie aufgrund der für die tonnenschweren Züge „ungünstigen Bodenverhältnisse“ wurde für die Strecke eigens ein Damm aufgeschüttet, in dessen Zug auch Brücken über Leine und Ihme gebaut wurden. Sie stehen heute ebenso wie der Damm durch die Ohe als Ensemble unter Denkmalschutz.
Im Jahr 1909 wurde die Bahnstrecke im Bereich der Leine und Ihme nach Süden verlegt, wo sie parallel zur zeitgleich eröffneten hannoverschen Güterumgehungsbahn verläuft. Bereits 1905 wurde der Ohedamm als Fußweg ausgewiesen, erhielt jedoch erst 1961 seinen heutigen Namen.
Bei den erhaltenen Brücken erinnern breite Sandstein-Widerlager an die ursprünglich bereits vorbereitete doppelgleisige Streckenführung. Beide Brücken wurden in abgeknickter Trapezform als Fachwerk aus mit Nieten verbundenen schmiedeeisernen Trägern errichtet. Die 1994 so benannte Helene-Weber-Brücke über die Ihme spannt sich über drei Felder, während die Brücke über die Leine als Einfeldträger konstruiert ist.

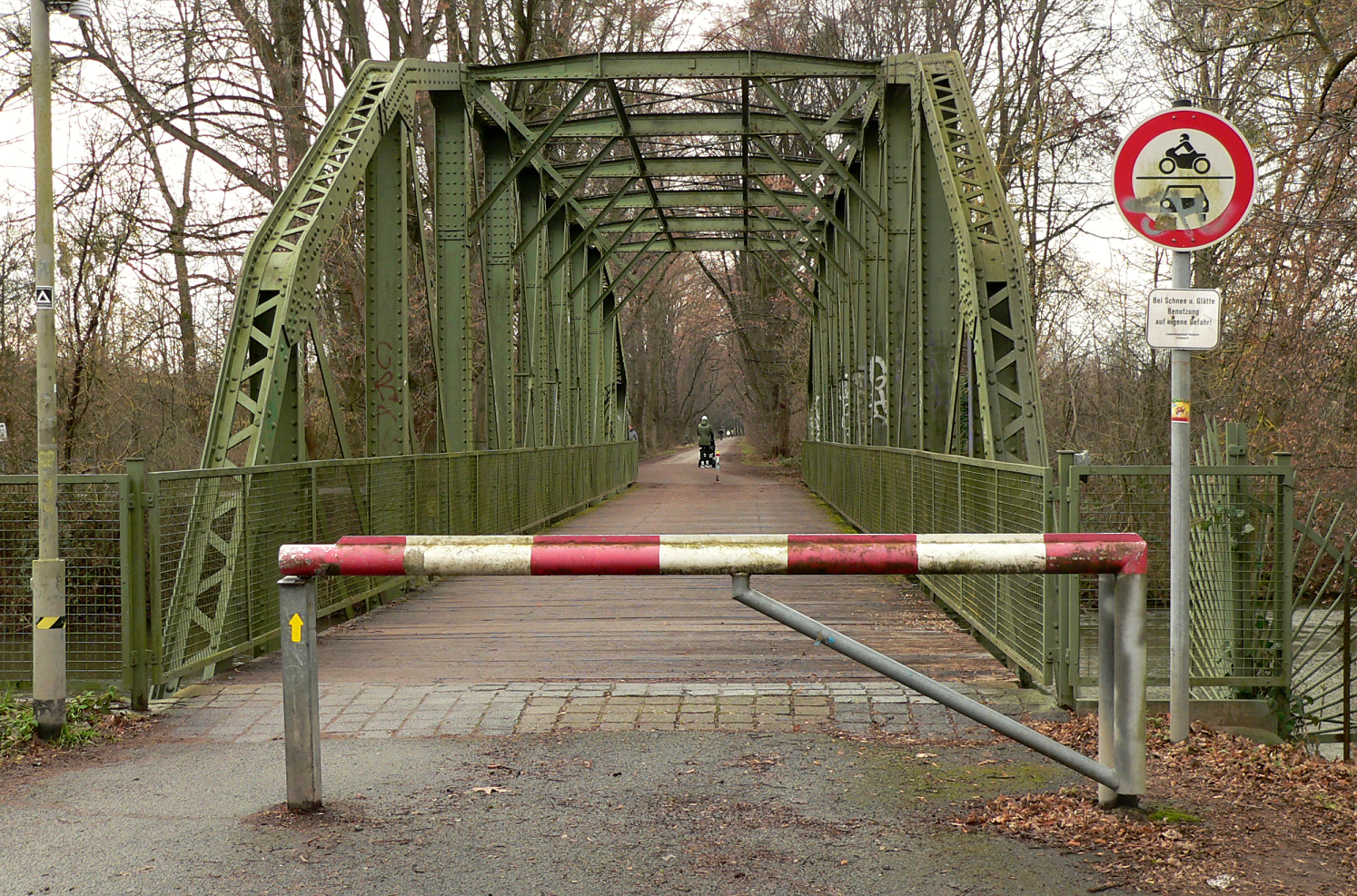
Die Brücke der ehemaligen Bahnstrecke über die Leine im östlichen Bereich des Ohedamms
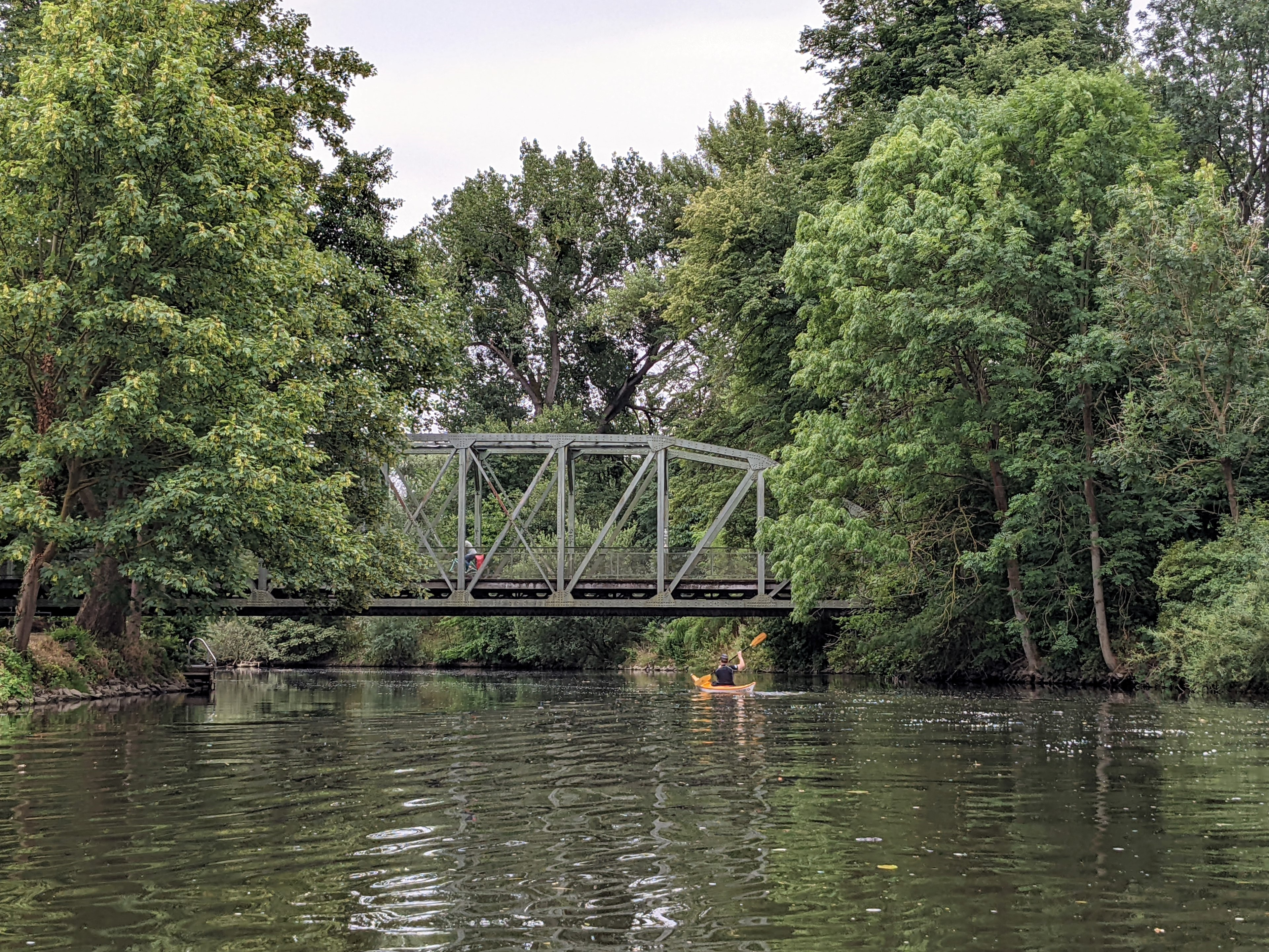
Paddelboot- und Radfahrer an der Brücke über die Leine
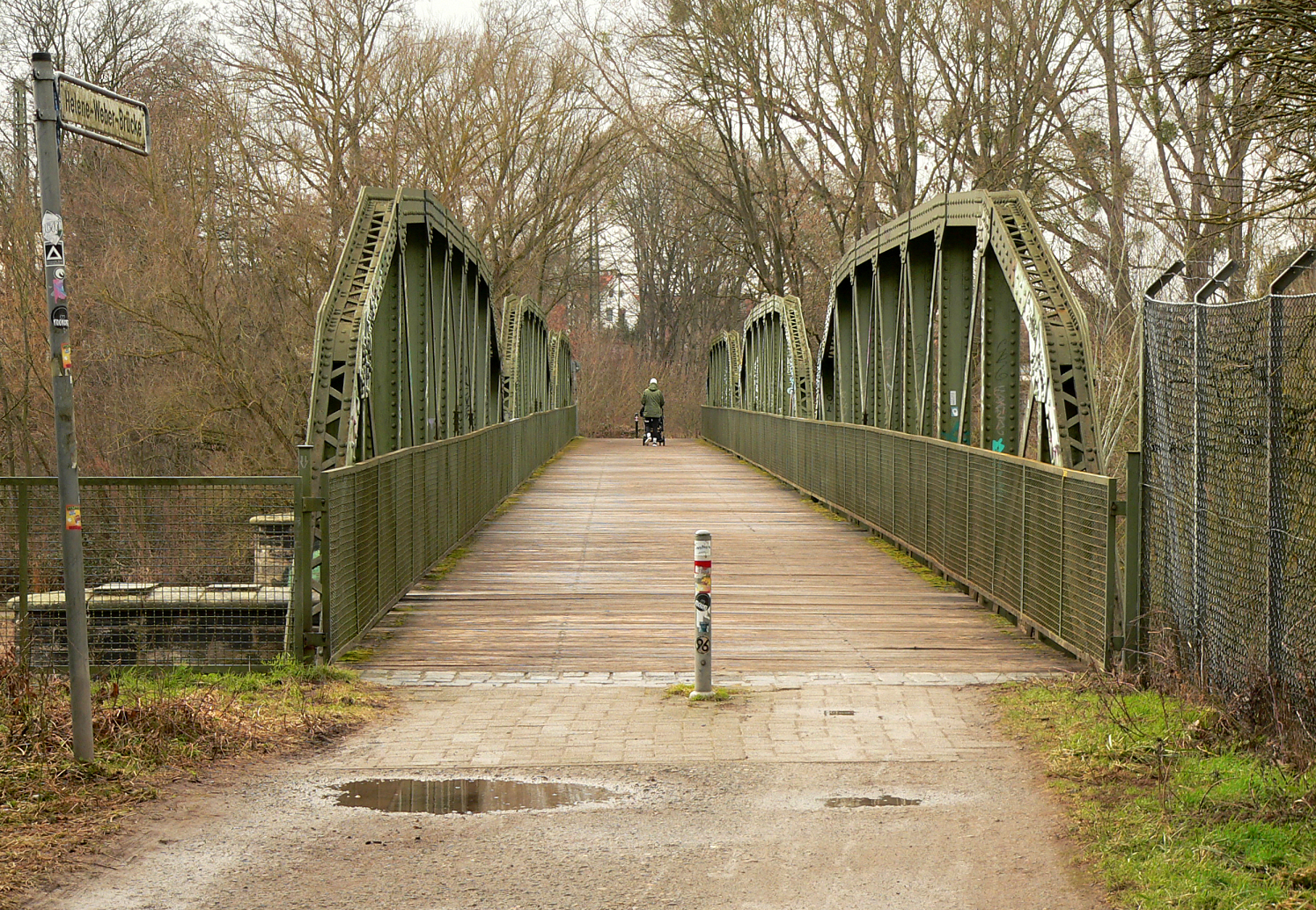
Die Helene-Weber-Brücke über die Ihme im westlichen Bereich des Ohedamms
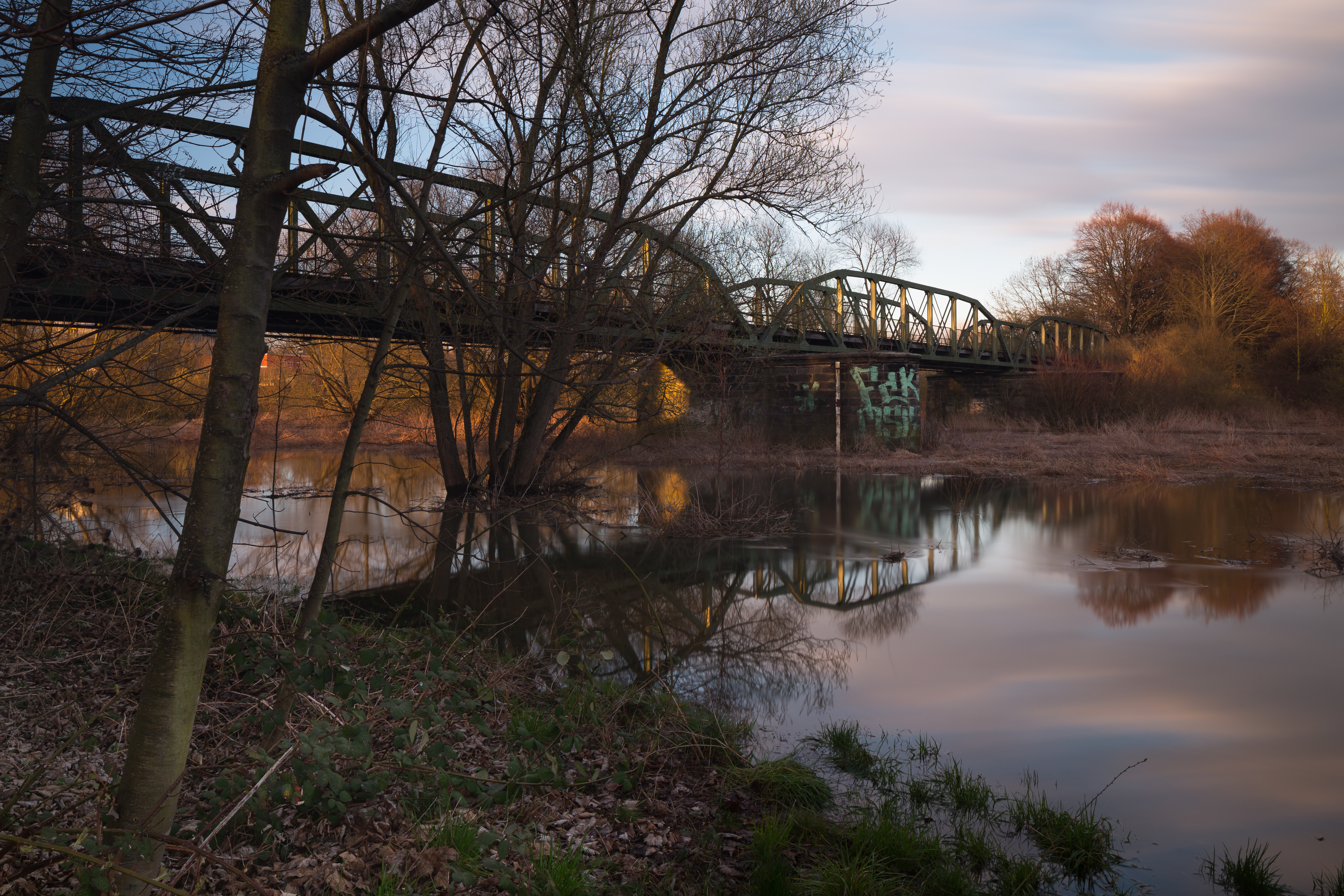
Die Helene-Weber-Brücke bei einem der Hochwasser der Ihme